# یواس‌اس چستر تی اوبرایان (دی‌ای-۴۲۱)
یواس‌اس چستر تی اوبرایان (دی‌ای-۴۲۱) (به انگلیسی: USS Chester T. O'Brien (DE-421)) یک کشتی بود که طول آن ۳۰۶ فوت (۹۳ متر) بود. این کشتی در سال ۱۹۴۴ ساخته شد.